# Хобит: Шмаугова пустошења
Хобит: Шмаугова пустошења (енгл. The Hobbit: The Desolation of Smaug) је други део фантастичне епске филмске трилогије Хобит редитеља Питера Џексона снимљен 2013. године, а заснован на истоименом роману Џ. Р. Р. Толкина. Сценарио потписују Френ Волш, Филипа Бојенс, Питер Џексон и Гиљермо дел Торо, док су продуценти филма су Каролин Канингем, Френ Волш и Питер Џексон. Музику је компоновао Хауард Шор. Претходи му филм Хобит: Неочекивано путовање (2012), а прати га Хобит: Битка пет армија (2014); сви заједно представљају преднаставак трилогије Господар прстенова.
Филм прати насловног јунака Билба Багинса, који се придружио патуљцима, које предводи Торин II Храстоштит, на њиховом задатку да поврате Самотну планину од змаја Шмауга. Филм такође прати осветољубиву потрагу орака Азога и Болга за њима, док чаробњак Гандалф истражује растуће зло у рушевинама Дол Гулдура. Главне улоге тумаче Мартин Фриман, Ијан Макелен, Ричард Армитиџ, Орландо Блум, Бенедикт Камбербач, Лук Еванс, Еванџелин Лили, Грејам Мактавиш, Ли Пејс, Ејдан Тарнер, Кен Стот и Џејмс Незбит. 
Филм је премијерно приказан 2. децембра 2013. у Лос Анђелесу, док је на читавој територији Сједињених Америчких Држава почео да се приказује 13. децембра исте године, у традиционалним и ИМАКС биоскопима. Добио је углавном позитивне критике и зарадио је преко 958 милиона долара широм света, што га је учинило четвртим најуспешнијим филмом из 2013. године.

## Радња
Торина II Храстоштита и његову дружину прогони Азог Оскрнавитељ са својом групом орака, пратећи догађаје из претходног филма. Гандалф их одводи у оближњу кућу, у којој живи Беорн, мењач коже који може да поприми облик медведа. Те ноћи, Волшебник позива Азога у Дол Гулдур, где му наређује да припреми своје снаге за рат. Азог потом препушта лов на Торина свом сину Болгу. Следећег дана, Беорн одводи дружину до граница Мрке шуме, где Гандалф открива Црни говор утиснут на старој рушевини. Ово се поклапа са телепатском поруком Галадријеле, која га позива да истражи гробнице Назгула. Упозорава дружину да се држи свог пута и напушта их. Убрзо након уласка у шуму они се губе, након чега их нападају и заробљавају огромни пауци. Билбо Багинс успева да се ослободи и креће да помогне осталим патуљцима уз помоћ свог недавно нађеног прстена невидљивости. Он случајно испушта прстен и почиње да разуме његов мрачни утицај након што је брутално убио једног паука да би га повратио.
Преостале пауке нападају шумски вилењаци, које предводе Леголас и Тауријела. Они такође хватају патуљке и доводе Торина пред свог краља, Трандуила. Торин се суочава са вилин-краљем због његовог занемаривања патуљака из Еребора након Шмауговог напада 60 година раније, након чега га затварају са осталим патуљцима. Након што је избегао хватање, Билбо организује бекство користећи празне бачве за вино које се шаљу низводно. Док их прогоне шумски вилењаци, у заседи их нападају Болг и његови орци, а Килија рањавају Моргул сечивом. Укључују се у тросмерну битку низ реку, али на крају патуљци успевају да избегну обе групе прогонитеља. Трандуил затвара своје краљевство када један орк заробљеник открије да се зло вратило и да нагомилава војску на југу, али Тауријела одлучује да оде и помогне патуљцима, а Леголас иде за њом. У међувремену, Гандалф и Радагаст Смеђи одлазе да истраже гробнице Назгула, за које откривају да су празне.
Дружина наилази на човека Барда, који их прокријумчари у Езгарот. Торин обећава градоначелнику и становницима Језерграда део блага из планине. Тада је откривено да је Бард потомак последњег владара Дола и да поседује последњу црну стрелу која је способна да убије Шмауга. Повређени Кили је приморан да остане у граду, а са њим остају Фили, Оин и Бофур, док је остатак дружине испраћен уз велико славље. У међувремену, Гандалф путује на југ до рушевина Дол Гулдура, док Радагаст одлази да упозори Галадријелу на њихово откриће о гробницама Назгула. Гандалф у рушевинама упада у заседу, коју му је поставио Азог. Волшебник надвлада и поражава Гандалфа и открива за себе да је Саурон.
Торин и остатак његове дружине стижу до Самотне планине, где Билбо открива скривени улаз. Шаљу га да пронађе Светокамен, и док то ради, он случајно буди Шмауга. Док покушава да пронађе Билба, Шмауг открива своје знање о Сауроновом повратку. Назад у Језерграду, Бард покушава да однесе црну стрелу до градског бацача, јер се плаши онога што би могло да се догоди када патуљци уђу у планину. Међутим, том приликом је ухапшен и оставља свог сина да сакрије стрелу. Болг и његови орци се затим инфилтрирају у град и нападају четворицу патуљака, али брзо беже, након доласка Тауријеле и Леголаса. Тауријела тада почиње да лечи Килија. Док се Кили опоравља, отворено се диви Тауријелиној лепоти и пита се да ли га она воли. Леголас одлази у потрагу за Болгом. У међувремену, Гандалф немоћно посматра како Азог и војска орака крећу из Дол Гулдура према Самотној планини.
У планини, током дуге јурњаве, Билбо и патуљци поново пале планинске ковачнице, користећи Шмаугов пламен како би створили и растопили велику златну статуу, надајући се да ће Шмауга живог закопати у растопљеном злату. То се и дешава, али Шмауг излази из злата, посрће са планине и одлеће како би уништио Језерград, док Билбо са ужасом посматра оно што су ослободили, говорећи себи: „Шта смо учинили?”.

## Улоге
| Глумац             | Улога               |
| ------------------ | ------------------- |
| Мартин Фриман      | Билбо Багинс        |
| Ијан Макелен       | Гандалф             |
| Ричард Армитиџ     | Торин II Храстоштит |
| Бенедикт Камбербач | Шмауг               |
| Орландо Блум       | Леголас             |
| Еванџелин Лили     | Тауријела           |
| Грејам Мактавиш    | Двалин              |
| Кен Стот           | Балин               |
| Ејдан Тарнер       | Кили                |
| Дин О’Горман       | Фили                |
| Марк Хедлоу        | Дори                |
| Џед Брофи          | Нори                |
| Адам Браун         | Ори                 |
| Џон Кален          | Оин                 |
| Питер Хамблтон     | Глоин               |
| Џејмс Незбит       | Бофур               |
| Стивен Хантер      | Бомбур              |
| Вилијам Кирчер     | Бифур               |
| Лук Еванс          | Бард Стрелац        |
| Кејт Бланчет       | Галадријела         |
| Микаел Персбрант   | Беорн               |
| Стивен Фрај        | Господар Језерграда |
| Ли Пејс            | Трандуил            |
| Силвестер Макој    | Радагаст Смеђи      |
| Ману Бенет         | Азог Оскрнавитељ    |
| Крејг Хал          | Галион              |
| Рајан Гејџ         | Алфрид              |
| Џон Бел            | Баин                |

## Спољашњи извори
- Хобит: Шмаугова пустошења на веб-сајту  (језик: енглески)